# 46664
46664 er et tal og var Nelson Mandelas fangenummer, mens han sad fængslet i Robben Island, Kapstaden, Sydafrika. Tallet viser, at han var fange nummer 466 i 1964. I dag bruges nummeret 46664 af Nelson Mandela Foundation i forbindelse med kampagnen om at øge den globale bevidsthed om AIDS- og HIV-problematikken. Der afholdes bl.a. koncerter under navnet 46664 for at gøre bevidstheden om AIDS større, og her har Nelson Mandela ved flere lejligheder holdt taler.